# Jim McIlvaine
James Michael McIlvaine (* 30. Juli 1972 in Racine (Wisconsin)) ist ein ehemaliger US-amerikanischer Basketballspieler.

## Werdegang
McIlvaines Stärken als Spieler lagen in der Verteidigung, vor allem in der Verhinderung gegnerischer Korberfolge durch das Blocken von Würfen. Als Spieler der Marquette University stellte er mit 399 Blocks, die ihm zwischen 1990 und 1994 gelangen, einen Höchstwert in der „ewigen Bestenliste“ der Hochschulmannschaft auf. Seine Höchstleistung in einem Spiel waren 13 Blocks, die ihm 1992 gelangen. 1994 wurde McIlvaine als Spieler des Jahres der Great Midwest Conference ausgezeichnet, die Trainervereinigung NABC wählte ihn zum Verteidiger des Jahres.
Die NBA-Mannschaft Washington Bullets sicherte sich 1994 die Rechte an dem Innenspieler. Nachdem McIlvaine in Washington als Ersatzmann des Rumänen Gheorghe Muresan in der Saison 1995/96 im Schnitt 2,3 Punkte und 2,1 Blocks je Begegnung erreicht hatte und sein Vertrag ausgelaufen war, verpflichteten ihn im Juli 1996 die Seattle SuperSonics. Dass McIlvaine einen hochdotierten Vertrag (33,6 Millionen US-Dollar für sieben Jahre) erhielt, verärgerte Seattles Führungsspieler Shawn Kemp, der vergeblich auf eine Aufstockung seines Gehalts hoffte und daraufhin seinen im September 1997 vollzogenen Weggang aus Seattle erwirkte.
In der Saison 1996/97 erreichte McIlvaine mit einem Mittelwert von 3,8 (Hauptrunde) den höchsten Punktedurchschnitt seiner NBA-Zeit. Die auch durch sein hohes Gehalt geschürten Erwartungen erfüllte er in Seattle nicht. Im Januar 1999 gab Seattle den Innenspieler im Tausch gegen Michael Cage und Don MacLean an die New Jersey Nets ab. McIlvaine blieb bis Mitte Oktober 2001 bei der Mannschaft, dann wurde er aus dem Aufgebot gestrichen.
Nach seiner Zeit als Berufsbasketballspieler arbeitete McIlvaine für ein Unternehmen, das Batterien herstellt. Dem Basketballsport blieb er als Rundfunkkommentator verbunden.